# Brunswick Corporation
Brunswick Corporation (NYSE: BC), früher auch J.M. Brunswick Manufacturing (1845), J.M. Brunswick & Bro. (1855), J.M. Brunswick & Bros., J.M. Brunswick & Balge Co. (1874) und Brunswick-Balke-Collender Company (1878), ist eine US-amerikanische Kapitalgesellschaft, die seit 1845 verschiedenste Produkte herstellt. Lange Zeit war sie vor allem für die Herstellung von Sportgeräten in den Bereichen Billard und Bowling bekannt, heute im Schiffbau. Brunswick war der erste Billardtischhersteller der USA.

## Firmengeschichte

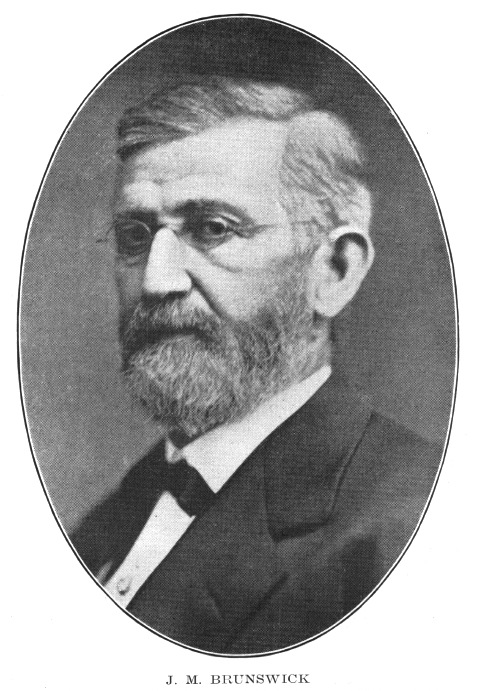
J.M. Brunswick

### Gründung von J.M. Brunswick Manufacturing 1845
Die Brunswick Corporation wurde von John Moses Brunswick (1819–1886) gegründet. Brunswick stammte aus dem schweizerischen Bremgarten. Im Alter von nur 14/15 Jahren (unterschiedliche Angaben in den Quellen; Auswanderungsdatum unbekannt) emigrierte er in die USA.
Das Unternehmen J.M. Brunswick Manufacturing öffnete am 15. September 1845 in Cincinnati, Ohio. Ursprünglich sollte die Fabrik der Produktion von Fuhrwerken dienen. Aber nur kurze Zeit nach der Geschäftseröffnung wurde Brunswick vom Billardspiel fasziniert und entschied, dass es lukrativer sei, Billardtische herzustellen, die zu dieser Zeit noch aus England importiert wurden.
Er prägte den Ausspruch:

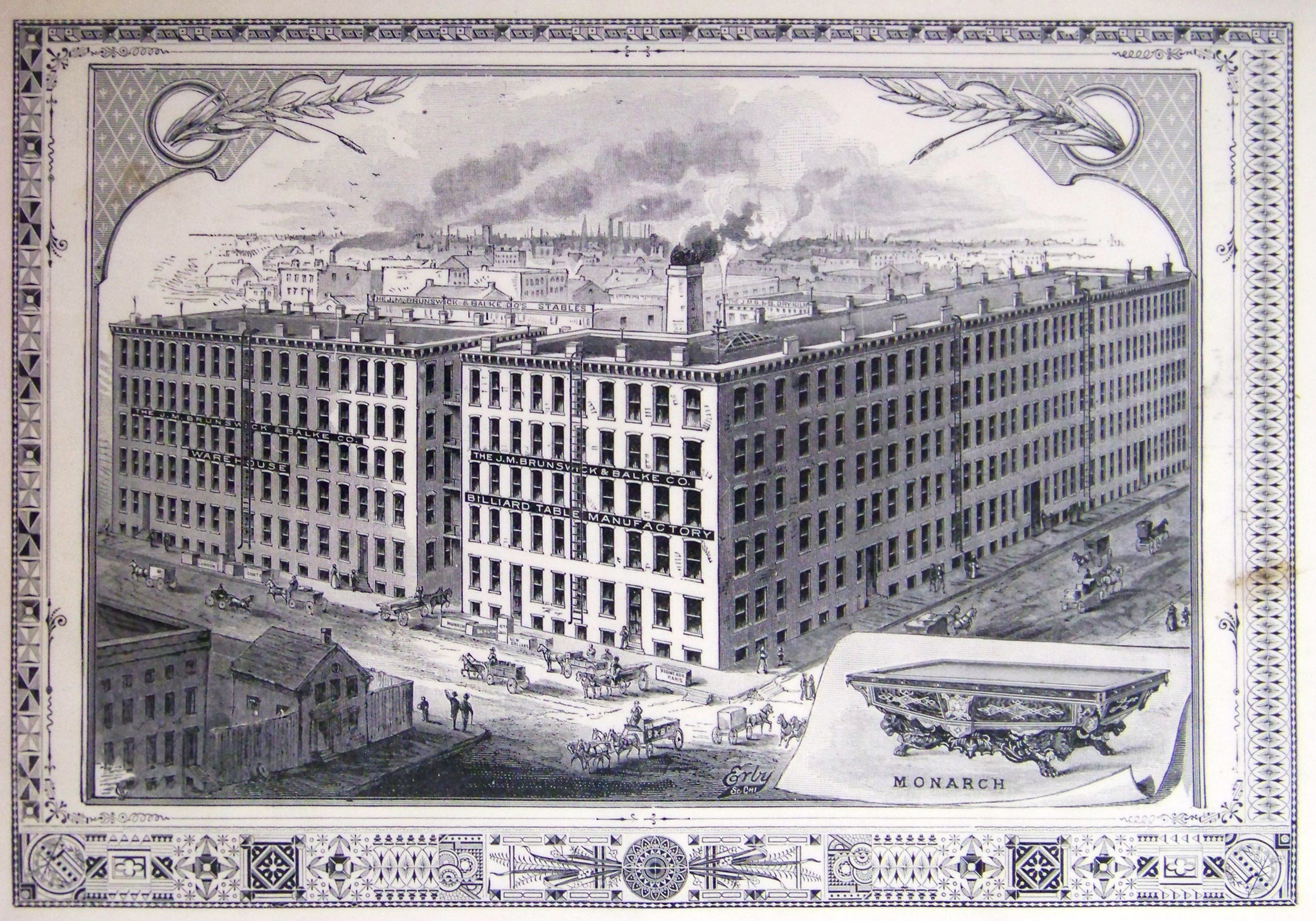
Brunswick Fabrik, 1870er

“If it is wood, we can build it, and we can build it better than anyone else!”

„Wenn es aus Holz ist, können wir es auch bauen, und wir können es besser bauen als irgendwer sonst!“

Im Laufe der Jahre hatte er mit seinen Halbbrüdern, die ebenfalls aus der Schweiz eingewandert waren, Joseph, Emanuel, David, Hyman und Solomon verschiedene Firmenkooperationen. Emanuel gründete später mit John Monroe aus Aurora (Illinois) und dessen Bruder seine eigene Billardfabrik namens Emanuel Brunswick & Co’s, Great Western Billiard Table Manufactory.

### Gründung der Brunswick-Balke-Collender Co. 1884
Während der 1870er Jahre verließen Joseph und Emanuel die Firma zu Konkurrenzfirmen und um eigene Billardsalons in Chicago und San Francisco zu eröffnen. Es ist nicht klar, unter welchen Umständen jeder von ihnen ging, aber ab 1872 wurden Brunswicks Schwiegersohn Moses Bensinger und zwei langjährige Mitarbeiter Vizepräsidenten des Unternehmens.
Während der Zeit des schnellen Wachstums des Unternehmens blieb John Brunswick in Cincinnati, während Bensinger sich dem Tagesgeschäft widmete und die Anlagen des Unternehmens in Chicago erheblich erweiterte. Im Juli 1886 starb John Brunswick. Er wurde von H. M. Collender, bis zu seinem eigenen Tod 1890, als Präsident abgelöst. Julius Balge, zu krank und zu alt, um die Präsidentschaft zu übernehmen, trat zur Seite von Moses Bensinger und wurde zum Präsidenten von „Bunswick-Balke-Collender Co“.
Bensinger erweiterte aggressiv die Produktlinie des Unternehmens. Da viele Billardtische an Tavernen verkauft wurden, erweiterte er die Palette um Bar-Holzvertäfelungen. Diese bedeckten die Wand hinter einer Bar und erfüllten funktionelle und dekorative Zwecke. Sie waren komplizierte und aufwendige Statussymbole und Brunswicks Ruf für feine, stark verbesserte Handwerkskunst. Zunächst wurden die Vertäfelungen kundenspezifisch angefertigt, brachten aber aufgrund ihrer Popularität die Fabrik in Dubuque (Iowa) bald an die Grenzen ihrer Auslastung. Es dauerte nicht lange und Brunswick-Vertäfelungen wurden landesweit in den Vereinigten Staaten und in Kanada montiert.

### Produkterweiterung von Bowling-Pins und Billard-Bällen 1880

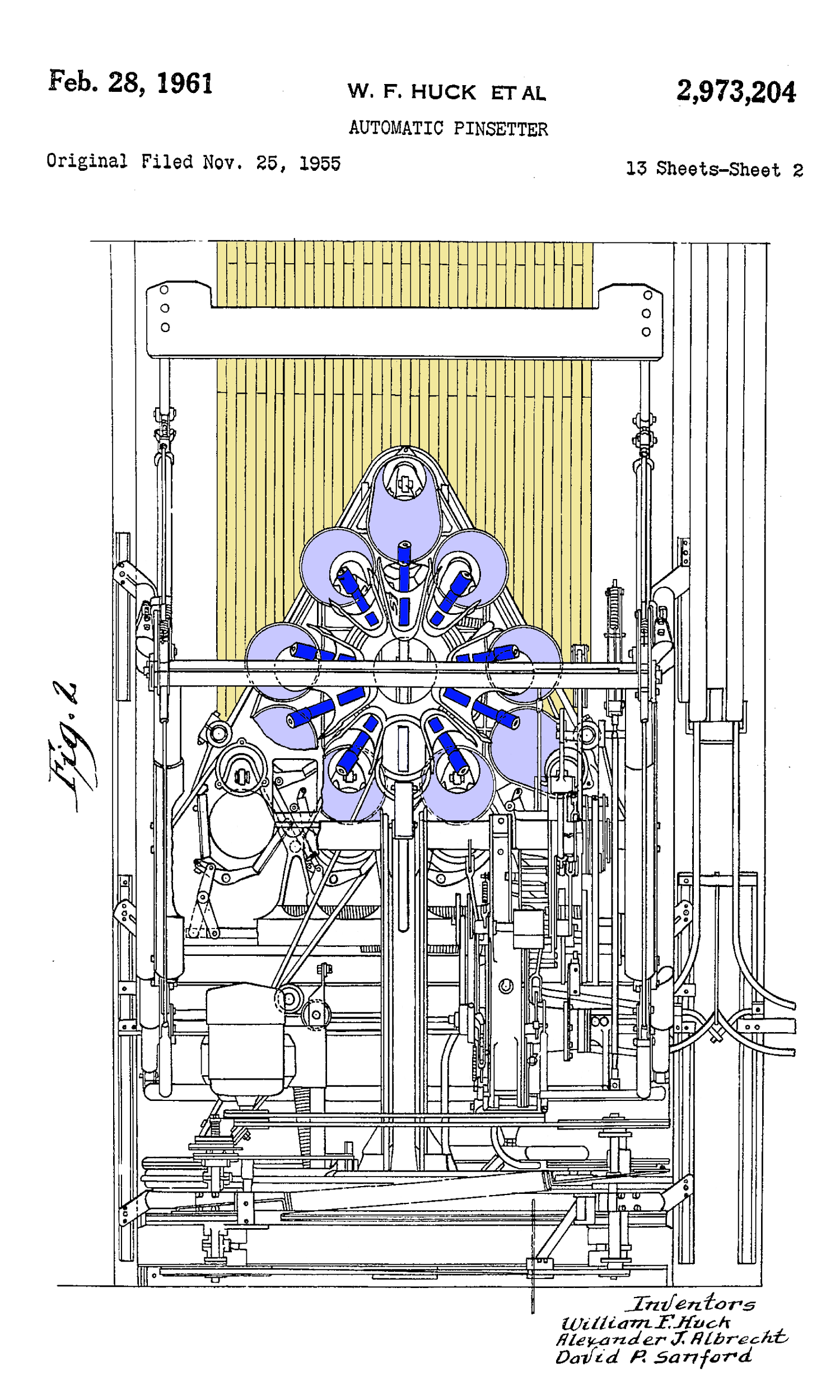
Automatischer Kegelsetzer.
Erfinder: Alexander J. Albrecht, William F. Huck, David P. Sanford
Rechteinhaber: Brunswick Automatic Pinsetter

In den 1880er Jahren nahm Bensinger die Herstellung von Bowlingkegeln und -kugeln in die Produktlinie des Unternehmens auf. Nachdem die Tavernen mit der Installation von Bowlingbahnen begonnen hatten, erschien es für ihn interessant sein zu wachsen und Bensinger war entschlossen, sich diesen neuen Markt zu erschließen. Er beteiligte sich aktiv am Bowling und hatte dazu beigetragen, das Spiel zu vereinheitlichen. Bensinger war auch maßgeblich an der Organisation des „American Bowling Congress“ 1895 beteiligt. Obwohl das Unternehmen seine Märkte und Produktlinien erweiterte, war es das Bowling, das das finanzielle Rückgrat des Unternehmens bildete.
Während dieses Wachstums und der Expansion blieb Brunswick ein Familienunternehmen. John Brunswicks Sohn, Benedikt und Julius Balge, Jr., waren nun Brunswicks Führungskräfte und Moses Bensingers Sohn, Benjamin Bensinger arbeitete zunächst als Angestellter, dann als Verkäufer und machte so schnell seinen Weg an die Führungsspitze des Unternehmens. Im Jahre 1904, nach dem Tod seines Vaters, wurde Benjamin Bensinger im Alter von nur 36 Jahren Präsident der „Brunswick-Balke-Collender & Co.“ Das Unternehmen hatte mehrere Verkaufsbüros und Fertigungsstätten in Chicago, Cincinnati, Dubuque, und New York, und 1906 eröffnet Bensinger ein großes Werk in Muskegon (Michigan). Die Anlage verfügte in den 1940ern über eine Fläche von mehr als einer Million Quadratfuß (> 93.000 m²) und wurde der Grundstein der Herstellung des Unternehmens, sorgte für die Herstellung von Produkten wie z. B. Mineral-(Hartgummi)-Bowling-Kugeln. 1907 wurde „Brunswick-Balke-Collender“ in eine Aktiengesellschaft umgewandelt.

### Zeitlinie

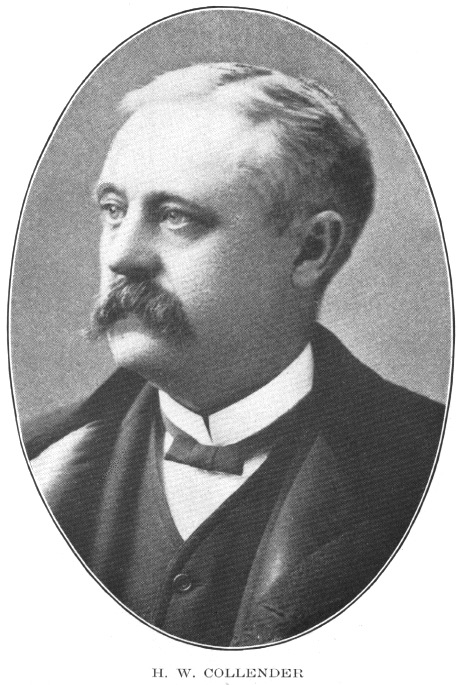
Hugh W. Collender

- 1845: John Moses Brunswick eröffnet eine Wagenbaufabrik in Cincinnati, bald darauf expandiert er und fertigt Billardtische.
- 1873: „JM Brunswick & Brothers“ fusioniert mit Julius Balkes „Great Western Billiard Manufaktur“ zu „JM Brunswick & Balge Co.“ .
- 1884: Das Unternehmen fusioniert mit Hugh W. Collender zur „Brunswick-Balke-Collender Company“, dem weltweit größten Hersteller von Billardausrüstung.
- 1887: Gründung des Plattenlabels „Brunswick Records“
- 1907: Die Firma wird zur Aktiengesellschaft „Brunswick-Balke-Collender Inc.“.
- 1924: Das Unternehmen geht an die Börse.
- 1956: Brunswick beginnt mit der Produktion von automatischen Aufstellautomaten für Bowlingbahnen (Automaten-Pinsetter).
- 1960: Das Unternehmen steigt in den Bootsmarkt ein und ändert seinen Namen in „Brunswick Corporation“.
- 1961: Brunswick erwirbt die „Kiekhaefer Corporation“, Hersteller von „Mercury“-Außenbordmotoren.
- 1965: Im Zuge des Absturzes der Bowlingindustrie beginnt Brunswick, Bowling-Center zu erwerben.
- 1982: Nach der Abwehr einer feindlichen Übernahme durch die „Whittaker Corporation“ veräußert Brunswick sein medizinisches Zuliefergeschäft.
- 1986: Das Unternehmen übernimmt den Sportboot-Hersteller „Bayliner Marine Corp.“ und „Ray Industries“, Hersteller von Sea-Ray-Booten.
- 1997: Der Fitnessgeräte-Hersteller „Life Fitness“ wird erworben.
- 2000: Das Unternehmen veräußert seine Outdoor-Marken und setzt einen engeren Fokus darauf Schiffsmotoren, Sportboote, Bowling, Billard und Fitness-Geräte zu verkaufen.
- 2001: „Hatteras Yachts, Inc.“ wird erworben.
- 2002: Das Unternehmen expandiert durch den Erwerb von „Northstar Technologies, Inc.“ in die Sparte Schiffselektronik.
- 2004: Brunswick erwirbt „Crestliner“ und „Lowe and Lund“; beides Aluminium-Boot-Marken; der „Verado Motor“ wird eingeführt.[7]
- 2014 Brunswick verkauft das Geschäft mit Bowling-Centern an Bowlmor AMF (heute Bowlero Corporation).[8]
- 2015 verkauft das Unternehmen die Bowlingequipmentabteilung Brunswick Bowling Products, LLC. an BlueArc Capital Management.[9]
- Im Mai 2019, wurde der Verkauf von Brunswick Billiards sowie der Sportgerätemarken Life Fitness, Cybex, Hammer Strength, Indoor Cycling Group, and SCIFIT für 490 Millionen Dollar an KPS Capital Partners bekanntgegeben.[10]
- Im Juni 2021, wird der norwegische Schiffselektronikhersteller Navico übernommen.[11]

### Sonstiges
In ihrer Eigendarstellung nennt sich das Unternehmen selbst: „General Motors of Sports“, um darauf aufmerksam zu machen, dass sie ähnlich erfolgreich sind wie der Automobilhersteller aus Detroit.

## Produktpalette

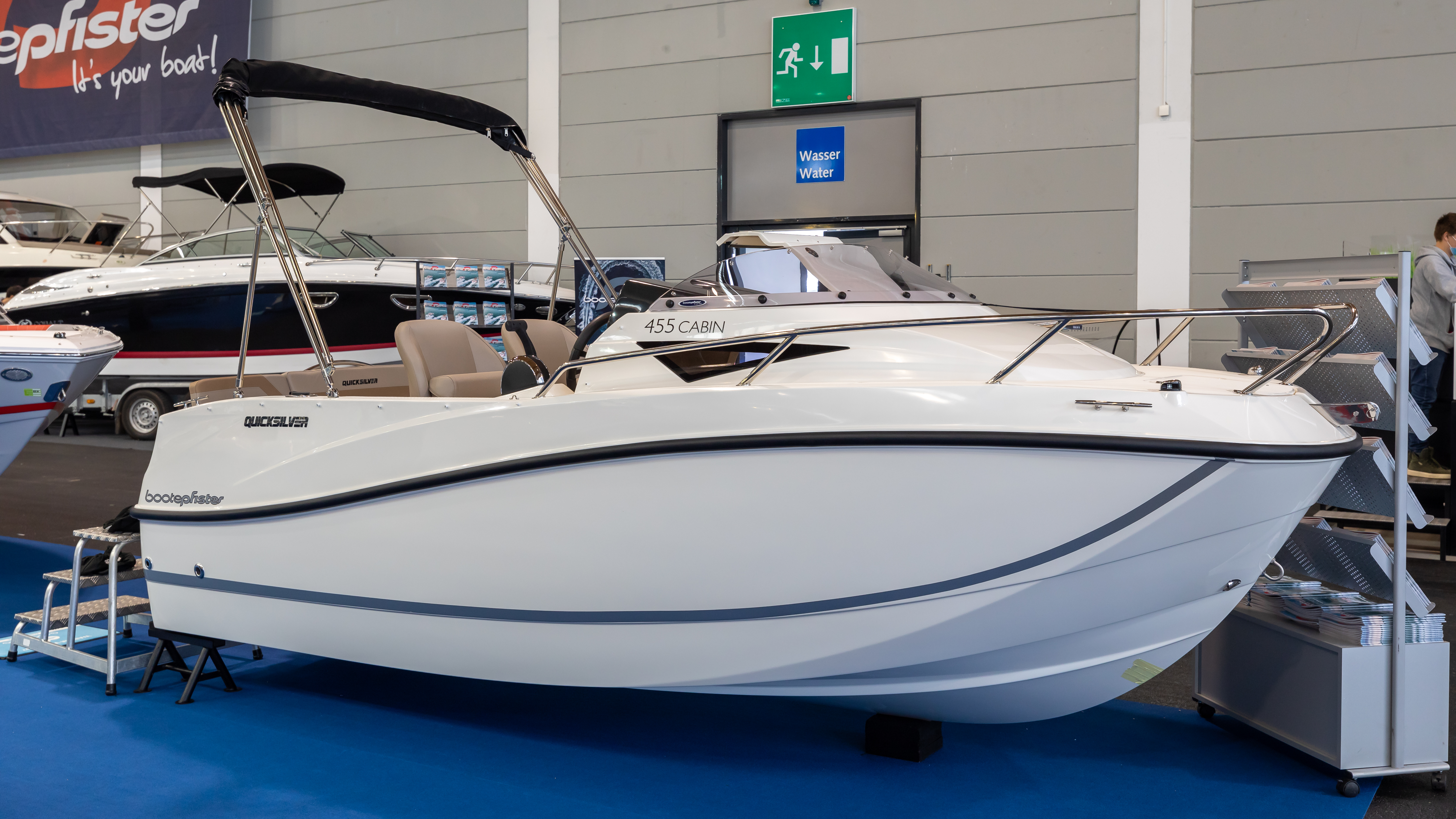
Quicksilver-Sportboot

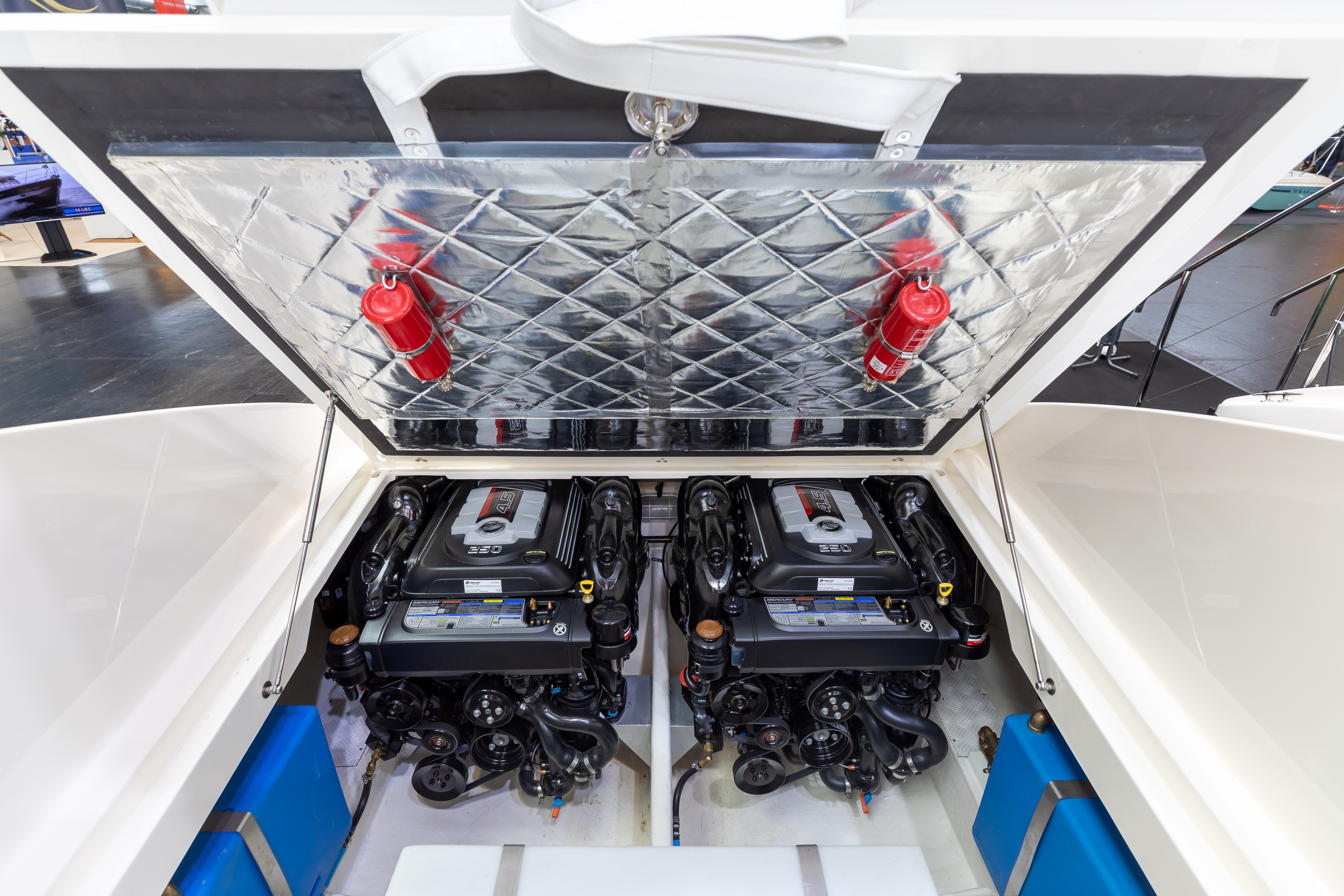
Mercury-Bootsmotoren

Das Unternehmen expandierte und begann auch andere Produkte herzustellen. Bekannt waren vor allem die neoklassizistischen Bars für Saloons und das wachsende Geschäft mit Sportausrüstung. Hierbei waren besonders die Bowlingkugeln, Pins und die Bowlingbahnen bekannt. Zu Beginn des 20. Jahrhunderts wurde die Produktpalette dann erneut massiv erweitert. Nun wurden auch Autoreifen, Toilettensitze, Phonographen und Schallplatten produziert. Aus letzterem entstand das eigenständige Unternehmen Brunswick Records, die in den 1930ern allerdings an Warner Brothers verkauft wurde.
Während des Zweiten Weltkrieges war das Unternehmen sogar im Bereich des Flugzeugbaus beschäftigt. Nach dem Krieg begann das Unternehmen mit der Produktion von Schulmöbeln. In den 1950ern entwickelte das Unternehmen einen automatischen Pinsetter, so dass die Pins nicht mehr von Hand wieder aufgestellt werden mussten. Ebenfalls in dieser Zeit expandierte das Unternehmen in den Golfsport.
In den folgenden Jahren expandierte das Unternehmen immer mehr im Sportboot-Bereich und wurde auch hier einer der führenden Hersteller. Das Unternehmen produziert unter anderem unter den Markennamen Quicksilver, Bayliner, Boston Whaler, Maxum, Sea Ray und Trophy.
Des Weiteren liefert das Unternehmen an das amerikanische Militär Tarnnetze sowie Radarkuppeln.

## Aktuelle Situation
Die Brunswick Corporation wird an der NYSE gehandelt, war bis 2008 im S&P 500 gelistet und wurde vom Fortune für 2006 auf Platz 377 der 1000 größten US-Unternehmen geführt. Das Unternehmen ist heute in den Bereichen Sport- und Fitnessausrüstung, Yachten, Schiffsantriebe und Navigationsgeräte im Sportboot-Bereich tätig und teilweise auch führender Hersteller.

## Auszeichnungen
1995 zeichnete die „Illinois State Historical Society“ die Brunswick Corporation mit ihrem „Sesquicentennial Business Award“ zum Gedenken an das 150-jährige Jubiläum des Unternehmens aus. Es war der erste Sesquicentennial Preis, der je von der Gesellschaft verliehen wurde.